# Urszula 3
Urszula 3 – trzeci album Urszuli, wydany w 1987 roku nakładem wydawnictwa Arston. Realizacja nagrań odbywała się od wiosny do jesieni 1985 roku w Lublinie.

## Lista utworów
Strona 1
1. „Powiedz ile masz lat” (muz. R. Lipko, sł. M. Dutkiewicz) – 4:25
2. „Czeska biżuteria” (muz. R. Lipko, sł. M. Dutkiewicz) – 4:20
3. „Jestem ogniem” (muz. K. Mandziara, sł. T. Zeliszewski) – 5:05
4. „Brazylia mieszka we mnie” (muz. R. Lipko, sł. M. Dutkiewicz) – 6:45

Strona 2
1. „Kto zamiast mnie” (muz. R. Lipko, sł. M. Dutkiewicz) – 5:15
2. „Bez toastów” (muz. R. Lipko, sł. T. Zeliszewski) – 4:50
3. „Kochanie to nic” (muz. R. Lipko, sł. M. Dutkiewicz) – 4:55
4. „Powiedz ile masz lat (Reprise)” (muz. R. Lipko) – 4:30

## Listy przebojów
| kwiecień 1986 | Powiedz ile masz lat | 7  | 1 |
| czerwiec 1986 | Kto zamiast mnie     | 26 | 3 |
| wrzesień 1986 | Jestem ogniem        | 30 | 2 |
| listopad 1986 | Bez toastów          | 22 | 2 |
| marzec 1987   | Czeska biżuteria     | 26 | 3 |

## Teledyski
Na płycie zatytułowanej Urszula 3 przedstawiono bardziej gitarowe brzmienie, niż dotychczas. „Nową” Urszulę promowała piosenka „Powiedz, ile masz lat” (1986), do której teledysk powstał jako propozycja Telewizyjnej Listy Przebojów TVP2. Premiera wideoklipu miała miejsce w programie muzycznym Wideoteka prowadzonym przez Krzysztofa Szewczyka. W 2022 utwór „Powiedz, ile masz lat” został wykorzystany na potrzeby reklamy telewizyjnej leku Aspargin.

## Twórcy
- Urszula – śpiew

Budka Suflera (zespół towarzyszący)
- Mieczysław Jurecki – gitara basowa, gitara rytmiczna
- Krzysztof Mandziara – gitary
- Arkadiusz Smyk – gitara
- Tomasz Zeliszewski – perkusja, instrumenty perkusyjne
- Romuald Lipko – instrumenty klawiszowe
- Piotr Baron - saksofon
- Józef Nowakowski – instrumenty perkusyjne i elektroniczne

Personel
- Romuald Lipko - kierownictwo muzyczne, aranżacje
- Józef Nowakowski – realizacja, „System” Studio
- Jerzy Janiszewski - kierownictwo artystyczne, redakcja nagrań
- Marek Dębski - kierownik produkcji
- Jerzy Chrzanowski - manager
- Antoni Zdebiak – foto
- Aleksander Janiszewski – projekt graficzny